# Фенноскандия
Фенноска́ндия (фин. Fennoskandia, швед. Fennoskandien, норв. Fennoskandia) — физико-географическая страна на северо-западе Европы общей площадью около 1,88 млн км² (включая площадь моря; площадь суши — свыше 1,5 млн км²). Выделена финским геологом Вильгельмом Рамзаем в 1898 году в составе Норвегии, Швеции, Финляндии и западной части бывших Олонецкой и Архангельской губерний России. Названа по преобладающему на территории историческому расселению скандинавов и финно-угорских народов.
Отделена от других физико-географических стран Европы Белым, Баренцевым, Норвежским, Северным и Балтийским морями. На территории России имеет сухопутную границу с Восточно-Европейской равниной.
К российской Фенноскандии относятся территории Карелии и Мурманской области, левобережье рек Онега и Кена в Архангельской области, северная часть Андомской возвышенности, правобережье рек Свирь и Нева в Ленинградской области, а также прилегающие к этим территориям моря. Общая площадь российской Фенноскандии составляет около 400 тыс. км², население — около 4,5 млн человек, включая правобережную часть Санкт-Петербурга.
Практически всю территорию Фенноскандии слагают докембрийские кристаллические образования Балтийского щита, а остальную часть — палеозойские осадки Восточно-Европейской платформы. В рельефе преобладают средневысотные нагорья (высотой до 2469 м — гора Галлхёпигген) и плоскогорья, на северо-востоке — горный массив Хибины высотой до 1200 м. В районах, прилегающих к Балтийскому морю — обширные равнины с крупнейшими озёрами Европы: Ладожским, Онежским, Венерн и другими. Оледенение определило широкое распространение ледниковых форм рельефа — моренных гряд, шхерных и фьордовых типов берегов.
Климат на большей части Фенноскандии умеренный с прохладным летом и значительным количеством осадков, превышающим испаряемость, что определяет обилие озёр, болот и многоводность рек. Основная часть покрыта таёжными сосновыми и еловыми лесами.
На территории Фенноскандии находятся крупные месторождения железных руд — Костомукшское, Кирунское и Киркенеское, медно-никелевых руд — Печенганикель, апатитов, хромитов и других полезных ископаемых.
Северную часть Фенноскандии в литературе иногда называют Северным Калоттом; разные авторы по-разному определяют территорию этого региона; обычно к Северному Калотту относят ту часть Фенноскандии, которая находится севернее Северного полярного круга.